# Eva Copa
Eva Copa, Mónica Eva Copa Murga, (ur. 3 stycznia 1987 w El Alto) – boliwijska pracownica społeczna i polityczka. W latach 2015–2020 członkini, a w latach 2019–2020 przewodnicząca Senatu Boliwii.

## Życiorys
Copa urodziła się 3 stycznia 1987 w El Alto, na przedmieściach La Paz.

### Edukacja i kariera zawodowa
Uczęszczała do szkoły średniej im. Luísa Espinali w El Alto.
Ukończyła studia z pracy socjalnej na Universidad Pública de El Alto. Była zaangażowana w życie samorządu studenckiego.

### Działalność polityczna
Jako nastolatka została wybrana do boliwijskiego odpowiednika rady osiedla w mieście El Alto.
Z powodzeniem kandydowała do Senatu Boliwii w wyborach generalnych w 2014 roku z ramienia Ruchu na rzecz Socjalizmu w okręgu La Paz. Jej kandydaturę wyróżniał fakt, że niezwykle rzadko w wyborach kandydowały osoby przed ukończeniem 30. roku życia. Dopiero Konstytucja Boliwii z 2009 roku zniosła minimalny wiek wymagany od kandydatów (wcześniej było to ukończenie 35. roku życia). Ruch na rzecz Socjalizmu zdobył 25 z 36 miejsc w Senacie. Została zaprzysiężona 18 stycznia 2015.
14 listopada 2019 została wybrana na przewodniczącą Senatu. Na stanowisku zastąpiła Jeanine Áñez, która objęła funkcję prezydentki Boliwii po rezygnacji Evo Moralesa. W czasie pełnienia tej funkcji zamieszkiwała w oficjalnej rezydencji wiceprezydenta Boliwii; poprzedni wiceprezydent Álvaro García Linera zrezygnował ze stanowiska wspólnie z Moralesem. 21 stycznia 2020 roku Senat ponownie wybrał ją na to stanowisko, jednogłośnie przy dwóch głosach nieważnych. Nie ubiegała się o reelekcję w wyborach generalnych w 2019 roku, a po uznaniu ich za nieważne i przedłużeniu kadencji Senatu i Izby o rok, pozostała na stanowisku. Nie wzięła udziału w wyborach w 2020 roku.
W wyborach samorządowych w 2021 roku z powodzeniem kandydowała na burmistrzynię El Alto, jako kandydatka niezależna. W głosowaniu 7 marca zdobyła 68,7% głosów, stanowisko objęła 3 maja 2021.

### Życie prywatne
Ma dwójkę dzieci. Jest szóstą z siódemki rodzeństwa.